# Puṣyamitra Śuṅga
Puṣyamitra Śuṅga, con grafia inglese Pushyamitra Sunga o Shunga (... – 151 a.C.), è stato il fondatore e il primo re della dinastia Śuṅga nel Nord dell'India.
Governò tra il 185 a.C. e il 151 a.C.

## Storia
Pusyamitra Sunga era originariamente un Senapati (Generale) dell'Impero Maurya. Nel 185 a.C. assassinò l'ultimo imperatore Maurya (Brhadrata), e lui stesso si proclamò re. Con la Aśvamedha Yajña (sacrificio del cavallo) estese i suoi domini in buona parte dell'India settentrionale. Le iscrizioni della dinastia shunga sono state trovate fino a Jalandhar nel Punjab, e il Divyavadana menziona che il suo stato era esteso fino a Sagala (Sialkot).
Poco dopo la sua ascesa al trono, dovette combattere contro l'regno indo-greco in espansione, sotto il governo di Demetrio I e di Menandro I, che riuscirono a conquistare l'area a ovest del suo dominio fino a Mathura. Un altro nemico fu Kharavela di Kalinga, che riuscì persino a conquistare la capitale Shunga di Pataliputra.